# Cleofé Malatesta
Cleofé Malatesta da Pesaro (también Cleofa; fallecida en 1433) fue una noble italiana y esposa de Teodoro II Paleólogo, déspota de Morea, hermano de Constantino XI, el último emperador bizantino. Era hija de Malatesta dei Sonetti, conde de Pesaro, y Elisabetta da Varano. Se casó con Teodoro Paleólogo en Mistrá el 21 de enero de 1421, o en algún momento de 1422 en un matrimonio arreglado que formaba parte de una iniciativa de su tío, el papa Martín V, para unir a la nobleza occidental (católica) con la ortodoxa, que de esta manera esperaba obtener alianzas políticas contra los turcos otomanos.

## Matrimonio

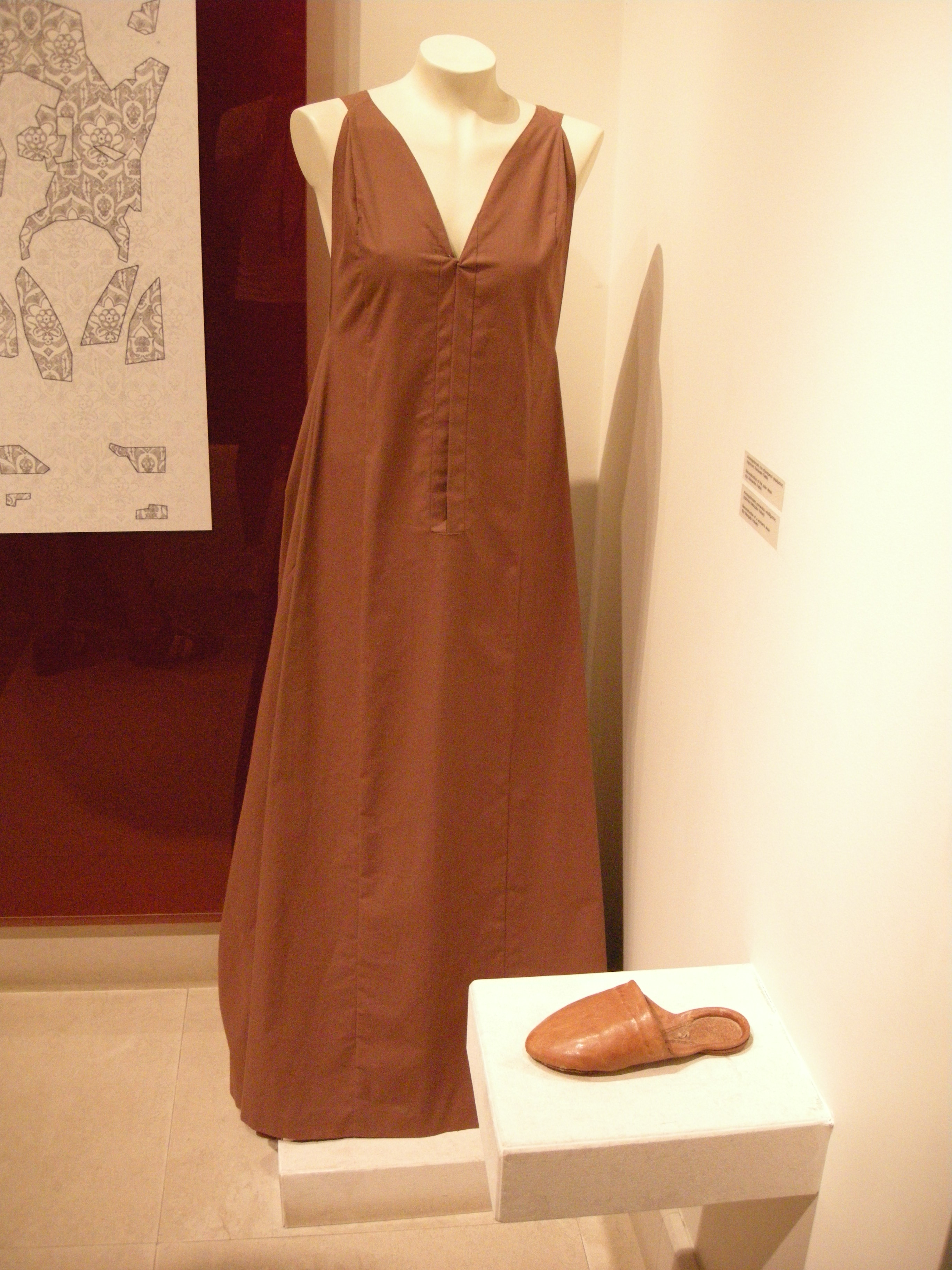
Reconstrucción del vestido y los zapatos de la "momia de Mistrá", posiblemente de Cleofé Malatesta.

El 20 de agosto de 1420, Cleofé partió de Italia, embarcando desde Fano, cerca de Pésaro, hacia Constantinopla. La acompañaba otra joven novia, Sofía de Montferrato, quien se casaría con Juan VIII Paleólogo, hermano de Teodoro. Para la boda de Cleofé, se conserva un motete celebratorio escrito por el famoso compositor renacentista Guillaume Dufay, Vasilissa ergo gaude («Alégrate, Reina», utilizando el título griego para «reina», βασίλισσα). El texto del motete la describe como joven, hermosa y competente hablante tanto de italiano como de griego. Otra pieza musical en elogio de Cleofa, la ballata Tra quante regione, fue compuesta en la década de 1420 por Hugo de Lantins para celebrar su matrimonio con el príncipe bizantino.
Cleofé y Teodoro vivieron en Mistrá, en el Peloponeso, uno de los últimos reductos de la cultura bizantina. Tras unos años difíciles de matrimonio, finalmente cedió a las presiones locales y se hizo creer que se había convertido al rito oriental. Tuvo una hija, Helena Paleólogo, que posteriormente se casó con el rey Juan II de Chipre.
Cleofas murió en 1433. Su muerte fue conmemorada con discursos de Basilio Besarión, que más tarde se convertiría en cardenal en Italia, y en un elogio escrito por el eminente filósofo neoplatónico griego Gemisto Pletón.

## Posible tumba
En el siglo XX, se encontraron los restos de una mujer vestida con traje occidental en una tumba del siglo XV en la iglesia de Santa Sofía de Mistrá. Se ha especulado que esta tumba podría haber sido la de Cleofé.